# Wolseley 8
La 8 è un'autovettura utilitaria prodotta dalla Wolseley dal 1902 al 1909.
La vettura aveva installato un motore in linea a due cilindri e valvole laterali da 1.635 cm³ di cilindrata, che erogava una potenza di 8 CV. Erano offerte due tipi di carrozzeria, torpedo due e quattro posti.